# ケルシー・パターソン
ケルシー・パターソン（Kelsey Patterson, 1954年3月24日 - 2004年5月18日）はアメリカ合衆国テキサス州で死刑に処されたアフリカ系アメリカ人。63歳のルイス・オーツ（Louis Oates）と41歳のドロシー・ハリス（Dorothy Harris）を殺害し有罪判決を受けた。
1992年8月25日、オーツはテキサス州パレスティーンにある、彼が経営するOates Oil Co.の発送所に立っていた。パターソンは彼の後ろへ歩いて行き、38口径のピストルで彼の頭を撃った。パターソンは一度その場を去り、しばらくして戻ってきたところオーツを発見して悲鳴を上げているドロシー・ハリスも撃った。パターソンは友人の家に行き服を脱ぎ、通りを裸で立っているところを逮捕された。明確な殺害の動機はなかったが、友人の証言ではパターソンと被害者達はどちらの息子がフットボールが上手いか言い争いになったことがあるという。
パターソンは精神病を理由に2004年5月17日テキサス恩赦仮釈放委員会（Texas Board of Pardons and Paroles）から珍しく減刑の推薦を受けたが、テキサス州知事のリック・ペリーはそれを拒否した。
パターソンの死刑執行の前の最期の言葉は以下の通りだった：
「何のための供述書だ。何か云ってみろ。俺は死に値する殺人犯じゃない。俺と家族の金を盗りやがれ。俺の真実はいつも俺の真実だ。親戚も友人もいない、俺にお前たちは何をしても怖くないんだ。お前たちの同類に葬儀屋はいない。殺人者。（冒涜につき省略）金は呉れてやる。権利をよこせ。権利をよこせ。権利をよこせ。俺の命を返しやがれ。」
ペリー知事はなぜパターソンの減刑を拒否したのかをこう説明した。「この被告は非常に凶暴な人間です。テキサスでは仮釈放なしの終身刑は認められておらず、この被告が再び犯罪を犯さないと保証できないため自由にすることはできないと判決が下りました。正義と公共安全のためにこの被告の恩赦と猶予を拒否しました。」
2005年にペリー知事は仮釈放なしの終身刑の法律施行へサインした。